# 캐링턴 (영화)
《캐링턴》(Carrington)은 영국에서 제작된 크리스토퍼 햄튼 감독의 1995년 드라마, 멜로/로맨스 영화이다. 엠마 톰슨 등이 주연으로 출연하였고 로널드 쉐들로 등이 제작에 참여하였다.

## 출연

### 주연
- 엠마 톰슨
- 조나단 프라이스

### 조연
- 스티브 워딩튼
- 사뮤엘 웨스트
- 루퍼스 스웰
- 자넷 맥티어
- 페네로프 윌튼

## 기타
- 협력프로듀서: 크리스 톰슨
- 미술: 캐롤라인 아메스
- 의상: 페니 로즈

## 음악
1. "Outside Looking In" - 9:14
2. "Opening Titles" - 1:21
3. "Fly Drive" - 1:40
4. "Cliffs of Fall" - 2:00
5. "Every Curl of your Beard" - 2:24
6. "Virgin on the Roof" - 1:40
7. "Gertler" - 3:15
8. "Leaving Gertler" - 1:27
9. "Painting the Garden of Eden" - 1:59
10. "Partridge" - 1:54
11. "Floating the Honeymoon" - 2:45
12. "Brenan" - 6:53
13. "Beacus" - 2:58
14. "Leaving Brenan" - 1:59
15. "Ham Spray House" - 1:39
16. "The Infinite Complexities of Christmas" - 4:18
17. "Something Rather Impulsive" - 1:48
18. "If This is Dying" - 1:46
19. 프란츠 슈베르트: String Quintet In C: Adagio – Amadeus Quartet/Robert Cohen (1987 recording-폴리도르 레코드/도이체 그라모폰) - 15:11